# هیگاشیناکانو شودو
هیگاشیناکانو شودو (به ژاپنی: 東中野 修道, Higashinakano Shūdō)؛ زادهٔ ۱۹ اکتبر ۱۹۴۷) تاریخ‌نگار اهل ژاپن است که به خاطر نوشتن در مورد کشتار نانجینگ مشهور است.